# 第11回ダヴィッド・ディ・ドナテッロ賞
第11回ダヴィッド・ディ・ドナテッロ賞（だい11かいダヴィッド・ディ・ドナテッロしょう）の授賞式は、1966年8月6日にタオルミーナで行われた。

## 受賞者一覧

### 監督賞
- アレッサンドロ・ブラゼッティ（『Io, io, io... e gli altri』）
- ピエトロ・ジェルミ（『蜜がいっぱい』）

### プロデューサー賞
- Rizzoli Film（『さらばアフリカ』）
- ディーノ・デ・ラウレンティス（『天地創造』）
- ピエトロ・ジェルミ、ロバート・ハジアグ（『蜜がいっぱい』）

### 主演女優賞
- ジュリエッタ・マシーナ（『魂のジュリエッタ』）

### 主演男優賞
- アルベルト・ソルディ（『ロンドンの煙』）

### 外国人監督賞
- ジョン・ヒューストン（『天地創造』）

### 外国人プロデューサー賞
- 20世紀フォックス（『華麗なる激情』）

### 外国人女優賞
- ジュリー・アンドリュース（『サウンド・オブ・ミュージック』）

### 外国人男優賞
- リチャード・バートン（『寒い国から帰ったスパイ』）

### ゴールデン・プレート
- ロザンナ・スキアッフィーノ（俳優、『La mandragola』）
- ラナ・ターナー（俳優、母の旅路』）
- マリオ・キアーリ（美術、『天地創造』）
- ジュゼッペ・ロトゥンノ（撮影、『天地創造』）
- ヴィンチェンツォ・ラベッラ（監督・脚本、『Prologue: The Artist Who Did Not Want to Paint』）